# Record du monde du 2 000 mètres
Pour un article plus général, voir Records du monde d'athlétisme.
Les records du monde du 2 000 mètres sont actuellement détenus par le Norvégien Jakob Ingebrigtsen avec le temps de 4 min 43 s 13 établi le 8 septembre 2023 lors du meeting mémorial Ivo Van Damme à Bruxelles, et par l'Australienne Jessica Hull, créditée de 5 min 19 s 70 le 12 juillet 2024 à Monaco, lors du Meeting Herculis.
Il n'existe pas de records du monde en salle du 2 000 m.

## Record du monde masculin
23 records du monde masculins du 2 000 m ont été homologués par World Athletics.
| Temps         | Athlète            | Lieu           | Date              |
| ------------- | ------------------ | -------------- | ----------------- |
| 5 min 30 s 4  | John Zander        | Stockholm      | 16 juillet 1918   |
| 5 min 26 s 4  | Paavo Nurmi        | Tampere        | 4 septembre 1922  |
| 5 min 26 s 0  | Edvin Wide         | Stockholm      | 11 juin 1925      |
| 5 min 24 s 6  | Paavo Nurmi        | Kuopio         | 18 juin 1927      |
| 5 min 23 s 4  | Eino Purje         | Viipuri        | 9 août 1927       |
| 5 min 21 s 8  | Jules Ladoumègue   | Paris          | 2 juillet 1931    |
| 5 min 20 s 4  | Miklós Szabó       | Budapest       | 4 octobre 1936    |
| 5 min 18 s 4  | Henry Jonsson      | Stockholm      | 2 juillet 1937    |
| 5 min 16 s 8  | Archie San Romani  | Helsinki       | 26 août 1937      |
| 5 min 16 s 4  | Gunder Hägg        | Malmö          | 21 juillet 1942   |
| 5 min 11 s 8  | Gunder Hägg        | Ostersund      | 23 août 1942      |
| 5 min 07 s 0  | Gaston Reiff       | Bruxelles      | 29 septembre 1948 |
| 5 min 02 s 2  | István Rózsavölgyi | Budapest       | 2 octobre 1955    |
| 5 min 01 s 6  | Michel Jazy        | Paris          | 14 juin 1962      |
| 5 min 01 s 2  | Josef Odložil      | Stará Boleslav | 8 septembre 1965  |
| 4 min 57 s 8  | Harald Norpoth     | Hagen          | 10 septembre 1966 |
| 4 min 56 s 2  | Michel Jazy        | Saint-Maur     | 12 octobre 1966   |
| 4 min 51 s 4  | John Walker        | Oslo           | 30 juin 1976      |
| 4 min 51 s 39 | Steve Cram         | Budapest       | 4 août 1985       |
| 4 min 50 s 81 | Saïd Aouita        | Paris          | 16 juillet 1987   |
| 4 min 47 s 88 | Noureddine Morceli | Paris          | 3 juillet 1995    |
| 4 min 44 s 79 | Hicham El Guerrouj | Berlin         | 7 septembre 1999  |
| 4 min 43 s 13 | Jakob Ingebrigtsen | Bruxelles      | 8 septembre 2023  |

## Record du monde féminin
6 records du monde féminins du 2 000 m ont été homologués par World Athletics.
| Temps             | Athlète            | Lieu      | Date              |
| ----------------- | ------------------ | --------- | ----------------- |
| 5 min 28 s 72     | Tatyana Kazankina  | Moscou    | 4 août 1984       |
| 5 min 28 s 69     | Maricica Puică     | Londres   | 11 juillet 1986   |
| 5 min 25 s 36     | Sonia O'Sullivan   | Édimbourg | 8 juillet 1994    |
| 5 min 23 s 75 (i) | Genzebe Dibaba     | Sabadell  | 7 février 2017    |
| 5 min 21 s 56     | Francine Niyonsaba | Zagreb    | 14 septembre 2021 |
| 5 min 19 s 70     | Jessica Hull       | Monaco    | 12 juillet 2024   |